# Amicrocentrum flavipenne
Amicrocentrum flavipenne är en stekelart som beskrevs av Granger 1949. Amicrocentrum flavipenne ingår i släktet Amicrocentrum och familjen bracksteklar. Inga underarter finns listade i Catalogue of Life.